# Massimo Ambrosini
Massimo Ambrosini (Pesaro, 29 mei 1977) is een voormalig Italiaans voetballer, die als middenvelder zijn loopbaan in 2014 bij ACF Fiorentina afsloot. Ambrosini kwam 35 maal uit voor het nationale elftal van Italië. Hij speelde in totaal 344 competitiewedstrijden voor AC Milan.

## Clubcarrière
Ambrosini begon zijn voetbalcarrière bij AC Cesena in de Serie B. In 1995 volgde zijn overstap naar AC Milan. Zijn eerste seizoenen speelde Ambrosini zeer sporadisch en na twee jaar Milan volgde een verhuurseizoen bij Vicenza Calcio. Na dit seizoen keerde Ambrosini terug naar AC Milan. Enkele seizoen moest hij het met invalbeurten doen, omdat bij Milan het onomstreden viertal Gennaro Gattuso, Andrea Pirlo, Clarence Seedorf en Kaká bijna altijd speelde. Na het vertrek van Kaká is hij inmiddels is hij weer basisspeler op het middenveld. De rechtsbenige en verdedigend ingestelde Ambrosini speelde al meer dan 250 competitieduels. Ambrosini is aanvoerder van AC Milan sinds Paolo Maldini zijn actieve carrière na het seizoen 2008/09 beëindigde.

## Interlandcarrière
Ambrosini speelde in totaal 35 interlands voor Italië. Hij maakte zijn debuut op 28 april 1999 onder leiding van bondscoach Dino Zoff in een vriendschappelijke wedstrijd in Zagreb tegen Kroatië (0-0), net als Giuseppe Pancaro. Zijn laatste wedstrijd voor Italië volgde op 22 juni 2008 tijdens het EK tegen Spanje.

## Clubstatistieken
| Seizoen | Club             | Land   | Competitie | Duels | Goals |
| ------- | ---------------- | ------ | ---------- | ----- | ----- |
| 1994/95 | AC Cesena        | Italië | Serie B    | 25    | 1     |
| 1995/96 | AC Milan         | Italië | Serie A    | 7     | 0     |
| 1996/97 | AC Milan         | Italië | Serie A    | 11    | 0     |
| 1997/98 | → Vicenza Calcio | Italië | Serie A    | 27    | 1     |
| 1998/99 | AC Milan         | Italië | Serie A    | 26    | 1     |
| 1999/00 | AC Milan         | Italië | Serie A    | 29    | 2     |
| 2000/01 | AC Milan         | Italië | Serie A    | 16    | 3     |
| 2001/02 | AC Milan         | Italië | Serie A    | 9     | 3     |
| 2002/03 | AC Milan         | Italië | Serie A    | 21    | 1     |
| 2003/04 | AC Milan         | Italië | Serie A    | 20    | 1     |
| 2004/05 | AC Milan         | Italië | Serie A    | 22    | 1     |
| 2005/06 | AC Milan         | Italië | Serie A    | 13    | 1     |
| 2006/07 | AC Milan         | Italië | Serie A    | 19    | 2     |
| 2007/08 | AC Milan         | Italië | Serie A    | 33    | 4     |
| 2008/09 | AC Milan         | Italië | Serie A    | 28    | 7     |
| 2009/10 | AC Milan         | Italië | Serie A    | 30    | 1     |
| 2010/11 | AC Milan         | Italië | Serie A    | 18    | 1     |
| 2011/12 | AC Milan         | Italië | Serie A    | 22    | 1     |
| 2012/13 | AC Milan         | Italië | Serie A    | 20    | 0     |
| 2013/14 | ACF Fiorentina   | Italië | Serie A    | 21    | 0     |
| Totaal  | Totaal           | Totaal | Totaal     | 417   | 31    |

## Erelijst
AC Milan
- UEFA Champions League

2003, 2007
- WK clubteams

2007
1 Abbiati ·
2 Ferrara ·
3 Maldini  ·
4 Albertini ·
5 Cannavaro ·
6 Negro ·
7 Di Livio ·
8 Conte ·
9 Inzaghi ·
10 Del Piero ·
11 Pessotto ·
12 Toldo ·
13 Nesta ·
14 Di Biagio ·
15 Iuliano ·
16 Ambrosini ·
17 Zambrotta ·
18 Fiore ·
19 Montella ·
20 Totti ·
21 Delvecchio ·
22 Antonioli ·
Coach: Zoff
1 De Sanctis ·
2 Grandoni ·
3 Mezzano ·
4 Ferrari ·
5 Zanchi ·
6 Gattuso ·
7 Comandini ·
8 Baronio ·
9 Ventola ·
10 Pirlo ·
11 Zambrotta ·
12 Margiotta ·
13 Ambrosini ·
14 Rivalta ·
15 Cirillo ·
16 Vannucchi ·
17 Zanetti ·
18 Abbiati ·
19 Scarlato ·
20 Morrone ·
21 Firmani ·
22 Lupatelli ·
Coach: Tardelli
1 Buffon ·
2 Panucci ·
3 Grosso ·
4 Chiellini ·
5 Gamberini ·
6 Barzagli ·
7 Del Piero  ·
8 Gattuso ·
9 Toni ·
10 De Rossi ·
11 Di Natale ·
12 Borriello ·
13 Ambrosini ·
14 Amelia ·
15 Quagliarella ·
16 Camoranesi ·
17 De Sanctis ·
18 Cassano ·
19 Zambrotta ·
20 Perrotta ·
21 Pirlo ·
22 Aquilani ·
23 Materazzi ·
Coach: Donadoni